# آيت يحيى أوموسي (حصيا)
آيت يحيى أوموسي هي إحدى مشيخات المملكة المغربية، تتبع جغرافيا لإقليم تنغير وإداريًا لحصيا. يقدر عدد سكانها بـ 34 نسمة حسب الإحصاء الرسمي للسكان والسكنى لسنة 2004.